# 弗拉基米尔·赫沃斯托夫
弗拉基米尔·米哈伊洛维奇·赫沃斯托夫（俄语：Влади́мир Миха́йлович Хвосто́в，1905年6月11日（24日）—1972年3月9日），是苏联的历史学家，曾担任《国际事务》杂志主编、苏联教育学院院长。